# フランス人への112の不満

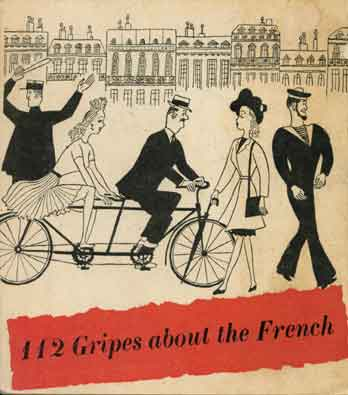

フランス人への112の不満（英語: 112 Gripes About the French）は、解放後のフランスに駐留する軍人に向けて、1945年にアメリカ占領軍の情報教育局が10,000部を発行したハンドブックのこと。アメリカ軍と地元住民のあいだで高まりつつあった緊張を解きほぐす目的で書かれた。同じようなパンフレットに「フィリピン人への29の不満」(1946年）というものもある。
ナチス・ドイツに対する勝利への陶酔感も長続きすることはなく、解放されて数ヶ月でフランス人と在仏アメリカ軍人のあいだには敵対意識が芽生えつつあった。フランス人は相手のことが傲慢で、裕福（にみえる）生活をひけらかそうとしているように思われ、アメリカ人は相手を高慢で怒りっぽいと考えていた。暴力沙汰が生じることもしょっちゅうであり、上層部でさえ、こうした状況が続けば治安が崩壊するのではという危機感が強まっていた。
『フランス人への112の不満』はQ&A方式で書かれている。つまりフランス人について何度も繰り返されてきた不平不満をリストアップし、それぞれに簡潔で気の利いた解答を与えている。当時のアメリカ軍人の「不満」には大きくわけて二つあった。一つはフランス人の「臆病さ」、「腑抜けっぷり」であり、もう一つはその「生活習慣」である。例えば、当時はインフレに苦しむフランスの商売人がアメリカ人から法外な対価をとることが横行していた。85番目の不平はそれに関するものである。
本書の目的は、こうした不満の多くは根拠がないか間違った情報がもとになっているだけでなく、当時のフランスが長い占領期間を経た直後であることをふまえるならば仕方ないことでもあると説明することにあった。

## 書誌情報
- (英語) 112 Gripes About The French. Kessinger Publishing. (2004). ISBN 978-1419165122 - 2004年にペーパーバックで再刊された
- (フランス語) Nos Amis Les Francais. Le Cherche Midi. (2003). ISBN 978-2749101286